# Valdecarros
Valdecarros és un municipi de la província de Salamanca a la comunitat autònoma de Castella i Lleó.

## Demografia
| 1991 | 1996 | 2001 | 2004 |
| ---- | ---- | ---- | ---- |
| 497  | 470  | 432  | 410  |

## Alcaldes
- 1954 - 1979 Cesáreo Vicente Martín
- 1979 - 1983 Francisco Vicente Carabias (UCD)
- 1983 - 1987 Francisco Vicente Carabias (PSOE)
- 1987 - 1991 Demetria Benavides Sánchez (PSOE)
- 1991 - 1999 Maltide Martín (PP)
- 1999 - 2003 Luis Corral Carabias (PSOE)
- 2003 - 2007 Luis Javier Hernández (UPSa)
- 2007 - ? Jose Angel Vicente Jiménez (PP)